# Emma (1996)
Emma (prt: Ema; bra: Emma) é um filme britano-estadunidense de 1996, do gênero comédia romântico-dramática, escrito e dirigido por Douglas McGrath baseado na obra homônima de Jane Austen publicada em 1815.

## Sinopse
Emma Woodhouse é uma mulher bonita, inteligente e rica, que vive confortavelmente ao lado do pai viúvo na pequena cidade de Higbury, no interior da Inglaterra. Quando a sua governanta, Miss Taylor, se casa com o vizinho, Mr. Weston, Emma sente um vazio em sua vida e decide ajudar as pessoas a terem uma vida tão perfeita quanto a sua. Torna-se, então, uma casamenteira e passa a dar conselhos na vida sentimental das amigas, apoiando, aprovando ou desaprovando os romances conforme seu juízo de valores. Mas, apesar de aparentar autoridade no assunto, ela se revela uma mulher que nunca se apaixonou.[carece de fontes?]

## Elenco principal
- Gwyneth Paltrow .... Emma Woodhouse
- James Cosmo .... Sr. Weston
- Greta Scacchi .... Sra. Weston (ex-Srta. Taylor)
- Alan Cumming .... reverendo Elton
- Denys Hawthorne .... Sr. Woodhouse
- Sophie Thompson .... Srta. Bates
- Jeremy Northam .... Sr. Knightley
- Toni Collette .... Harriet Smith
- Kathleen Byron .... Sra. Goddard
- Phyllida Law .... Sra. Bates
- Edward Woodall .... Robert Martin
- Brian Capron .... John Knightley
- Karen Westwood .... Isabella
- Ewan McGregor .... Frank Churchill

## Prêmios e indicações
Oscar 1997 (EUA)
- Venceu na categoria de melhor trilha sonora original[5]
- Indicado na categoria de melhor figurino[5]

Prêmio ALFS 1997 (London Critics Circle Film Awards, Reino Unido)
- Ewan McGregor recebeu o prêmio de melhor ator britânico do ano, por Emma, Brassed Off (1996), Trainspotting (1996) e The Pillow Book (1996)[carece de fontes?]

Satellite Awards 1997 (EUA)
- Venceu na categoria de melhor atuação de uma atriz em cinema - comédia/musical (Gwyneth Paltrow)[carece de fontes?]